# Barrio San Miguel, Zumpahuacán
Barrio San Miguel är en ort i Mexiko.   Den ligger i kommunen Zumpahuacán och delstaten Mexiko, i den sydöstra delen av landet, 80 km sydväst om huvudstaden Mexico City. Barrio San Miguel ligger 1 658 meter över havet och antalet invånare är 196.
Terrängen runt Barrio San Miguel är kuperad. Runt Barrio San Miguel är det ganska tätbefolkat, med 120 invånare per kvadratkilometer. Närmaste större samhälle är Ixtapan de la Sal, 9,8 km väster om Barrio San Miguel. I omgivningarna runt Barrio San Miguel växer huvudsakligen savannskog.